# Lasse Ryberg
Lasse Ryberg (født 12. maj 1978 i København) er en dansk jurist, der siden august 2021 har været partisekretær i Socialdemokratiet.
Han er uddannet cand.jur. fra Københavns Universitet og har tidligere arbejdet som juridisk specialkonsulent i Københavns Kommune og som chefkonsulent i Dansk Ungdoms Fællesråds tipsadministration. Inden han kom til Socialdemokratiet var han sekretariatschef i Boligforeningen AAB.  
Lasse Ryberg er desuden medlem af bestyrelsen for Dansk Institut for Partier og Demokrati, udpeget af Socialdemokratiet.